# Tonight Is Ours
Tonight Is Ours (bra: Esta Noite É Nossa) é um filme pre-Code estadunidense de 1933, do gênero comédia romântica dramática, dirigido por Stuart Walker, e estrelado por Claudette Colbert e Fredric March. O roteiro de Edwin Justus Mayer foi baseado na peça teatral "The Queen Was in the Parlour" (1926), de Noël Coward.

## Sinopse
Nadya (Claudette Colbert) é uma princesa que encontra-se dividida entre suas obrigações reais e seu amor por Sabien Pastal (Fredric March), um belo francês.

## Elenco
- Claudette Colbert como Princesa Nadya
- Fredric March como Sabien Pastal
- Alison Skipworth como Grã-duquesa Emilie
- Arthur Byron como General Krish
- Paul Cavanagh como Príncipe Keri
- Ethel Griffies como Zana
- Clay Clement como Seminoff
- Warburton Gamble como Alex
- Edwin Maxwell como Chefe da Máfia